# Pierre Monteux
Pierre Benjamin Monteux (4. dubna 1875, Paříž – 1. července 1964, Hancock) byl francouzský dirigent.

## Hudební činnost
Po studiích hry na housle a violu, působil po dobu jedné dekády jako hráč v orchestrech a později také jako občasný dirigent. Pravidelnou práci dirigenta získal v roce 1907. Do širšího povědomí se dostal když v letech 1911 až 1914 dirigoval světové premiéry děl jako Stravinského Svěcení jara, Ravelův balet Daphnis et Chloé či Debussyho Jeux pro baletní společnost Ballets russes Sergeje Ďagileva. V následujícím půlstoletí dirigoval různé orchestry po celém světě.
V letech 1917 až 1919 byl šéfdirigentem v oblasti francouzského repertoáru Metropolitní opery v New Yorku. Rovněž vedl Bostonský symfonický orchestr (1919–1924), Amsterdam Concertgebouw Orchestra (1924–1934), Pařížský symfonický orchestr (1929–1938) a Sanfranciskou symfonii (1936–1952).
Přestože byl znám především díky dirigování francouzského repertoáru, měl rád spíše hudbu německých skladatelů, především Johannese Brahmse. Nebyl zastáncem záznamů živých představení kvůli tomu, že je to v rozporu se spontánností, přesto však existuje velké množství nahrávek jeho koncertů.
V roce 1961, ve věku šestaosmdesáti let, se stal hlavním dirigentem orchestru Londýnského symfonického orchestru, a tento post zastával až do své smrti o tři roky později.

### Hudebně-pedagogická činnost
Monteux byl rovněž znám jako učitel. V roce 1932 založil dirigentskou třídu v Paříži, která se vyvinula do letní školy a kterou později přesunul do svého letního sídla v obci Les Baux-de-Provence na jihu Francie. Poté, co se v roce 1942 natrvalo přestěhoval do USA a dostal zde státní občanství, založil školu pro dirigenty a orchestrální hudebníky se sídlem ve městě Hancock (stát Maine). Mezi jeho studenty, ať už ve Francii či ve Spojených státech, patřila řada lidí, kterým se později dostalo světového uznání. Patří mezi ně například Igor Markevitch, Neville Marriner, André Previn, Lorin Maazel a Seidži Ozawa. Škola ve své činnosti pokračovala i po Monteuxově smrti.